# Nuevo Aeropuerto de Chitose

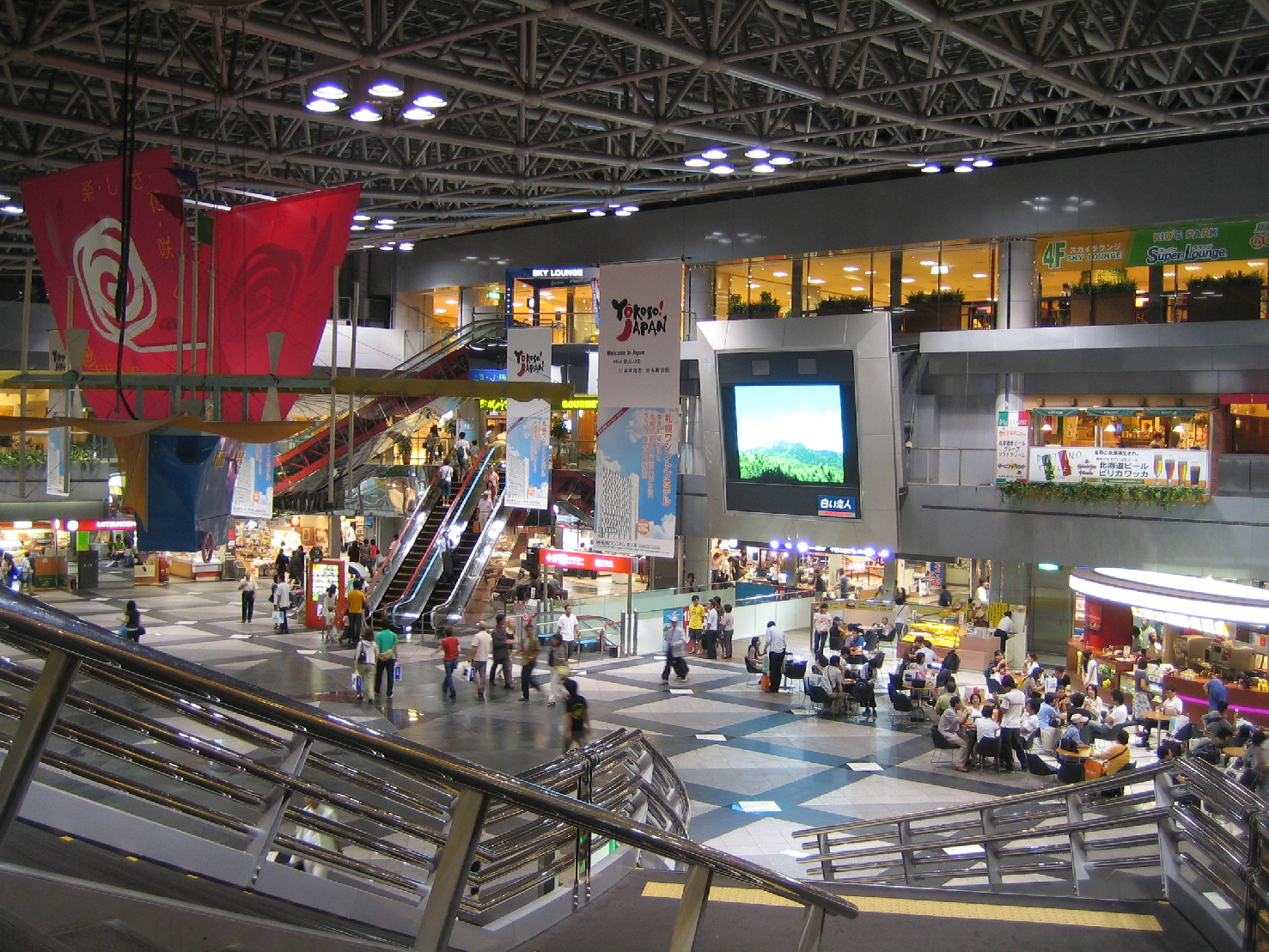
Terminal del Nuevo Aeropuerto de Chitose.

El Nuevo Aeropuerto Internacional de Chitose (新千歳空港 Shin-Chitose Kūkō?) (IATA: CTS, OACI: RJCC) es un aeropuerto localizado al sursudoeste de Chitose y Tomakomai, en la isla de Hokkaidō, Japón. Presta servicio al área metropolitana de la ciudad de Sapporo. Por su extensión y el flujo de cargas y pasajeros es el mayor aeropuerto de la isla de Hokkaidō.
En el año 2008 sirvió a 17 668 982 pasajeros, siendo el tercer aeropuerto por número de pasajeros en todo Japón, detrás de los aeropuertos de Narita y de Haneda, ambos en la zona de Tokio. Es también el principal aeropuerto de Hokkaidō por el volumen de cargas: 248 462 toneladas en 2008.
El aeropuerto está compuesto por un único edificio terminal de forma semicircular, similar al de las terminales del Aeropuerto Internacional de Dallas-Fort Worth en Estados Unidos, en la que confluyen los vuelos nacionales e internacionales. 
El 26 de marzo de 2010 se abrió una nueva terminal para a cubrir el creciente flujo de pasajeros internacionales.

## Historia
El aeropuerto fue inaugurado en el año 1991 en reemplazo del Aeropuerto de Chitose (hoy Base Aérea de la Fuerza Aérea de Autodefensa de Japón). Su código IATA era originariamente SPK, pero desde su inauguración, fue adoptado como código de ciudad, incluyendo al Aeropuerto de New Chitose y al pequeño Aeropuerto de Okadama en el centro de Sapporo.
El Nuevo Aeropuerto Internacional de Chitose fue el primero en operar las 24 horas desde 1994. Durante los años 1990, se convirtió en una de las principales puertas de entrada a Japón, y comenzó a expandir los vuelos regulares a Europa y Oceanía. Actualmente, los vuelos a Europa han sido interrumpidos y los vuelos internacionales se limitan al Este Asiático y Australia, especialmente en viajes turísticos.
El 24 de julio de 1999, el vuelo 61 de All Nippon Airways, en ruta desde el Aeropuerto Internacional de Tokio al Nuevo Aeropuerto de Chitose, fue secuestrado poco después del despegue. El secuestrador mató al piloto antes de que lo sometieran, pero finalmente el Boeing 747 aterrizó correctamente.

## Estadísticas
Ver fuente y consulta Wikidata.
| Tráfico           | 2008       | 2007       | 2006       | 2005       | 2004       | 2003       | 2002       | 2001       | 2000       |
| ----------------- | ---------- | ---------- | ---------- | ---------- | ---------- | ---------- | ---------- | ---------- | ---------- |
| Pasajeros         | 17 668 982 | 18 361 366 | 18 536 350 | 17 871 184 | 17 699 877 | 18 004 683 | 18 836 446 | 17 504 984 | 17 150 859 |
| Carga (toneladas) | 248 462    | 231 382    | 218 442    | 220 384    | 219 282    | 216 077    | n.d.       | n.d.       | n.d.       |

## Aerolíneas y destinos
Los horarios de operaciones de vuelos comerciales en el Nuevo Aeropuerto de Chitose están restringidos por el gobierno japonés para evitar la interferencia con las operaciones de la base aérea adyacente de la Fuerza Aérea de Autodefensa de Japón. Por ejemplo desde el 8 de enero de 2010, los vuelos internacionales fueron permitidos los martes y miércoles del mediodía a las 16:00 horas, y los viernes a partir de las 17:00 a las 23:59 del domingo.

### Destinos internacionales
| Ciudades por países  | Nombre del aeropuerto                         | Aerolíneas                                                                                     | Aeronaves                    | Frecuencias semanales |
| Asia                 | Asia                                          | Asia                                                                                           | Asia                         | Asia                  |
| -------------------- | --------------------------------------------- | ---------------------------------------------------------------------------------------------- | ---------------------------- | --------------------- |
| China                |                                               |                                                                                                |                              |                       |
| Dalian               | Aeropuerto Internacional Zhoushuizi           | China Southern Airlines                                                                        |                              |                       |
| Hangzhou             | Aeropuerto Internacional de Hangzhou Xiaoshan | Hainan Airlines                                                                                |                              |                       |
| Nankín               | Aeropuerto Internacional de Nankín Lukou      | China Eastern Airlines Juneyao Airlines                                                        |                              |                       |
| Pekín                | Aeropuerto Internacional de Pekín-Capital     | Air China                                                                                      |                              |                       |
| Shanghái             | Aeropuerto Internacional Pudong               | China Southern Juneyao Airlines Spring Airlines                                                | A32x                         |                       |
| Tianjin              | Aeropuerto Internacional de Tianjín-Binhai    | Tianjin Airlines                                                                               |                              |                       |
| Corea del Sur        |                                               |                                                                                                |                              |                       |
| Busan                | Aeropuerto Internacional de Gimhae            | Air Busan Eastar Jet Jeju Air Korean Air                                                       | A32x B737                    |                       |
| Cheongju             | Aeropuerto Internacional de Cheongju          | Eastar Jet                                                                                     | B737                         |                       |
| Daegu                | Aeropuerto Internacional de Daegu             | Air Busan T'way Airlines                                                                       | A32x B737                    |                       |
| Seúl                 | Aeropuerto Internacional de Seúl-Incheon      | Air Seoul Asiana Airlines Eastar Jet Jeju Air Jin Air Korean Air Peach Aviation T'way Airlines | A320-200 B737 B7x7 A32x B737 |                       |
| Filipinas            |                                               |                                                                                                |                              |                       |
| Manila               | Aeropuerto Internacional Ninoy Aquino         | Philippine Airlines                                                                            |                              |                       |
| Hong Kong            |                                               |                                                                                                |                              |                       |
| Hong Kong            | Aeropuerto Internacional de Hong Kong         | Cathay Pacific Hong Kong Airlines                                                              | A3xx                         |                       |
| Malasia              |                                               |                                                                                                |                              |                       |
| Kuala Lumpur         | Aeropuerto Internacional de Kuala Lumpur      | AirAsia X Malindo Air                                                                          | A330-343*                    |                       |
| Rusia                |                                               |                                                                                                |                              |                       |
| Vladivostok          | Aeropuerto Internacional de Vladivostok       | Ural Airlines                                                                                  |                              |                       |
| Singapur             |                                               |                                                                                                |                              |                       |
| Singapur             | Aeropuerto Internacional de Singapur          | Scoot Singapore Airlines                                                                       |                              |                       |
| Tailandia            |                                               |                                                                                                |                              |                       |
| Bangkok              | Aeropuerto Internacional Don Mueang           | Thai AirAsia X                                                                                 | A33x                         |                       |
| Bangkok              | Aeropuerto Internacional Suvarnabhumi         | Thai Airways                                                                                   |                              |                       |
| Bandera de Taiwán    |                                               |                                                                                                |                              |                       |
| Kaohsiung            | Aeropuerto Internacional de Kaohsiung         | China Airlines                                                                                 |                              |                       |
| Taipéi               | Aeropuerto Internacional de Taiwán Taoyuan    | China Airlines EVA Air                                                                         |                              |                       |
| Oceanía              |                                               |                                                                                                |                              |                       |
| Australia            |                                               |                                                                                                |                              |                       |
| Sídney               | Aeropuerto Internacional Kingsford Smith      | Qantas                                                                                         |                              |                       |
| Estados Unidos Hawái |                                               |                                                                                                |                              |                       |
| Honolulu             | Aeropuerto Internacional de Honolulu          | Hawaiian Airlines                                                                              |                              |                       |

- Air China: Beijing-Capital.

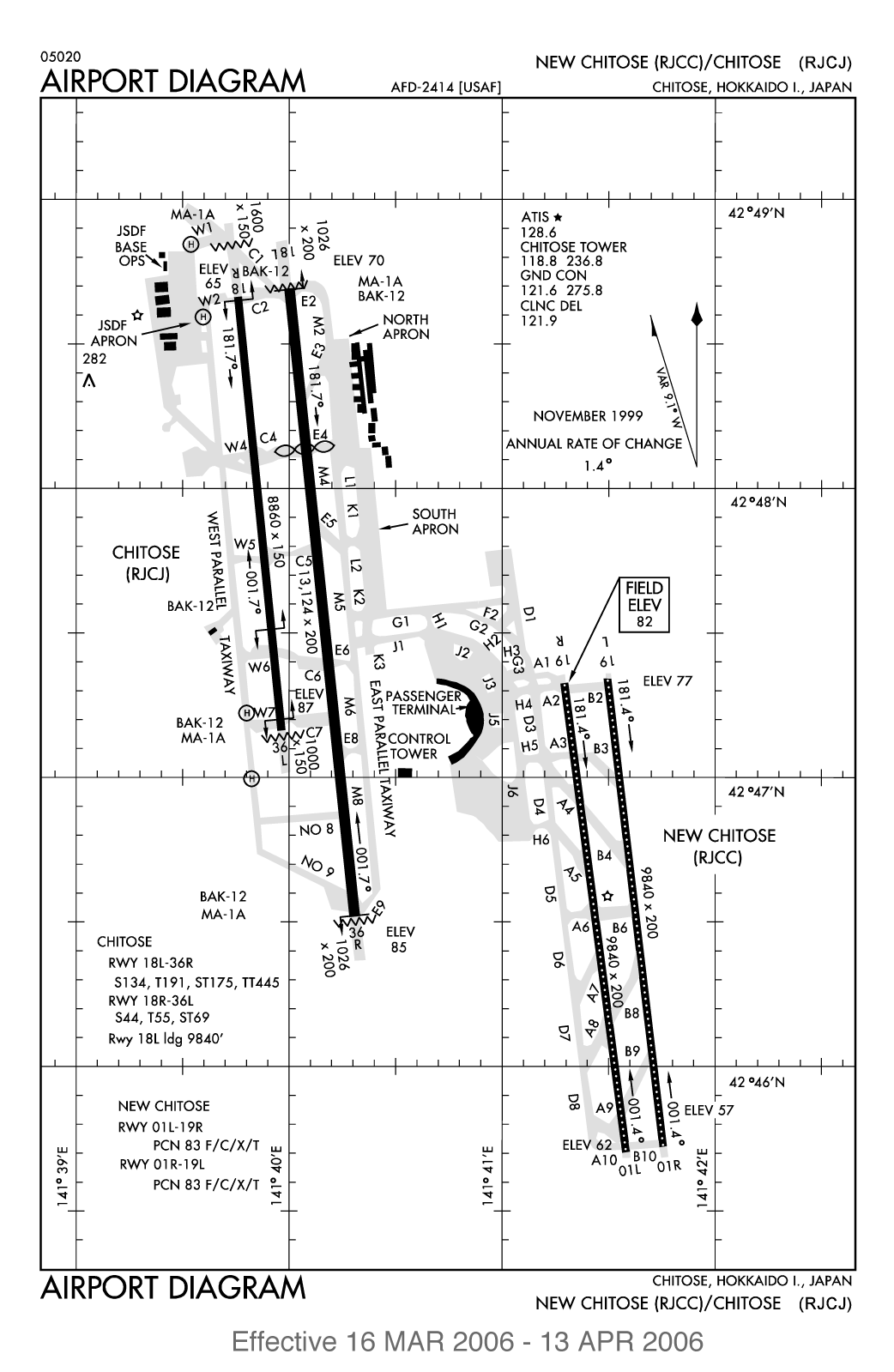
Diagrama del aeropuerto. Los vuelos civiles usan las pistas paralelas del sudoeste, mientras que la JASDF usa para sus vuelos las pistas paralelas del noroeste.

- Air Do: Niigata, Sendai, Tokio-Haneda, Fukushima, Komatsu, Toyama.
- All Nippon Airways: Fukuoka, Kobe, Nagoya-Centrair, Osaka-Itami, Osaka-Kansai, Rishiri, Sendai, Tokio-Haneda, Tokio-Narita, Wakkanai.
- Cathay Pacific Airways: Hong Kong.
- China Airlines: Taipéi-Taoyuan.
- China Eastern Airlines: Shanghái-Pudong.
- China Southern Airlines: Dalian.
- Continental Airlines operado por Continental Micronesia: Guam.
- Eastar Jet: Seúl-Incheon.
- EVA Air: Taipéi-Taoyuan.
- Hong Kong Express Airways: Hong Kong.
- Japan Airlines: Akita, Aomori, Fukuoka, Iwate-Hanamaki, Hiroshima, Kobe, Memanbetsu, Nagoya-Centrair, Osaka-Itami, Osaka-Kansai, Sendai, Tokio-Haneda, Tokio-Narita, Yamagata.
- Japan Airlines operado por Hokkaidō Air System: Kushiro.
- Japan Airlines operado por Japan Air Commuter: Shinshu-Matsumoto.
- Korean Air: Busan, Seúl-Incheon.
- Sakhalin Airlines: Jabárovsk, Yuzhno-Sajalinsk.
- Skymark Airlines: Asahikawa, Tokio-Haneda.

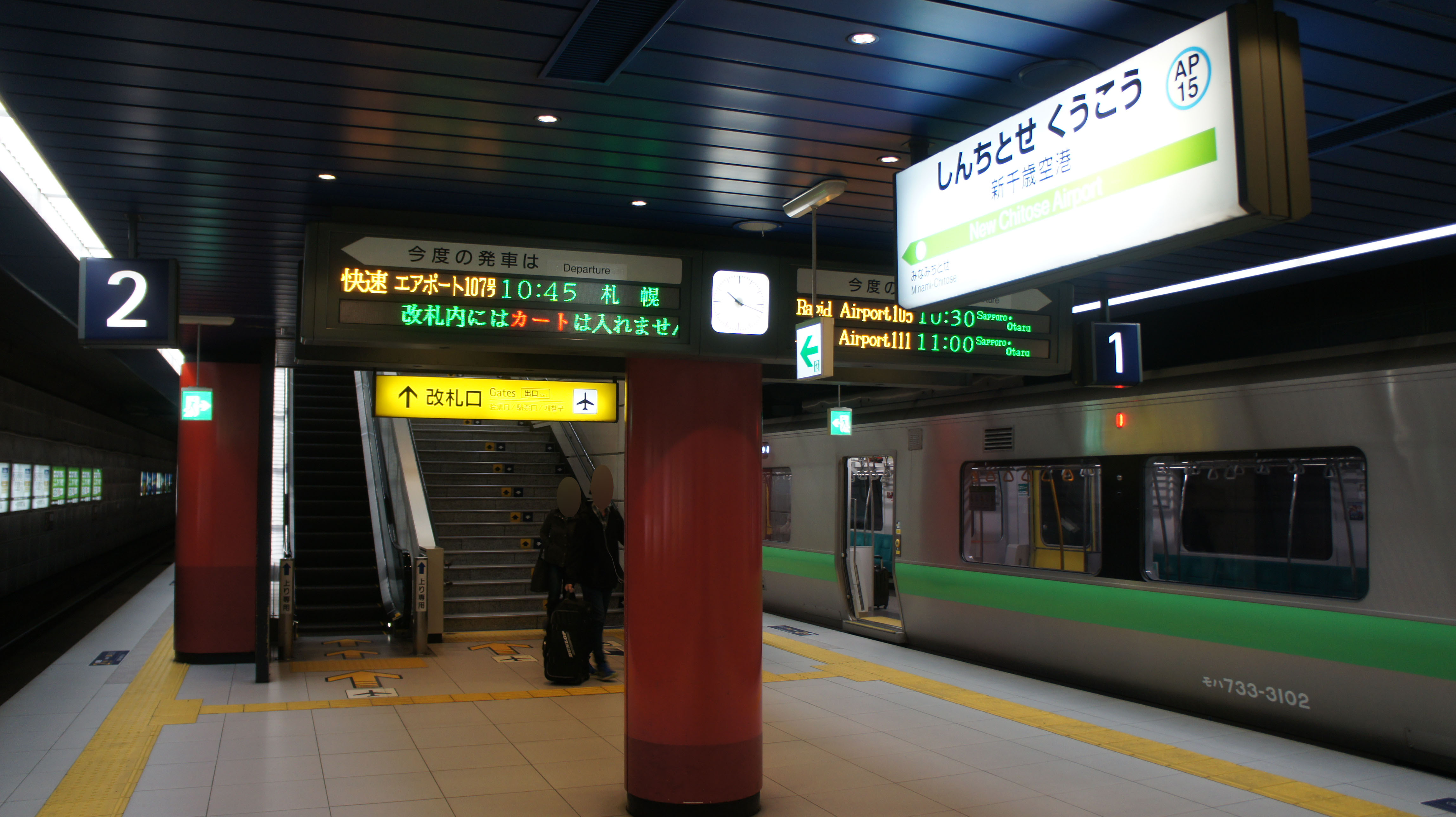
Estación del aeropuerto

- UNI Air: Kaosiung.

## Accesos

### Ferrocarril
La Estación del Aeropuerto Internacional New Chitose está localizada en una conexión de la Línea Chitose de la Compañía Ferroviaria de Hokkaido (JR Hokkaido). Servicios de trenes rápidos operan desde y hacia la Estación Sapporo en unos 36-39 minutos y con un costo de ¥ 1040.

### Ómnibus
- Hokkaidō Chūō Bus/Hokuto Kotsu (servicio común a Sapporo 4 viajes/hora y a Oyachi 4 viajes/h.
- Hokkaidō Chūō Bus (Asabu 1-2 viajes/h., Miyanosawa 1-2 viajes/h).
- Hokuto Kotsu (Apa Hotel & Resort 2 viajes/hora, Parque Maruyama 1 viaje/h).
- Donan Bus (Tomakomai 1-2 viajes/hora, Noboribetsu 3 viajes/día, Muroran 12 viajes/día, Hobetsu 2 viajes/día, Urakawa 2 viajes/día).
- Atsuma Bus (Atsuma 3 viajes/día).